# Дорнбирн
Дорнбирн (на немски: Dornbirn, произношение на местния диалект най-близко до Дооръбийръ) е град в Западна Австрия. Разположен е в едноименния окръг Дорнбирн на провинция Форарлберг. Главен административен център на окръг Дорнбирн. Надморска височина 437 m. Първите сведения за града датират от 895 г. Има жп гара и летище. Селско стопанство, овощарство. Отстои на около 5 km източно от границата с Швейцария и на 8 km южно от провинциалния център град Брегенц. Население 44 991 жители към 1 април 2009 г.

## Спорт
Представителният футболен отбор на града се казва ФК Дорнбирн 1913. Дългогодишен участник е във второто ниво на австрийския футбол Австрийската първа лига.

## Личности
- Божидар Пампулов, български тенисист, живее в Дорнбирн